# 新屋 (广州市)
新屋是中国广东省广州市从化区的一个自然村。在太平镇北面约5000米，属牛心岭村管辖。清朝末期，朱氏族人迁至此处定居，并将村落命名为九岗庄。此后，族内人口逐渐外迁分散居住。继续留居原村址的居民聚居地被称为“老屋”，而迁出后新建的村落则取名为“新屋”。1998年时，全村人口98人。